# Active Head Restraint

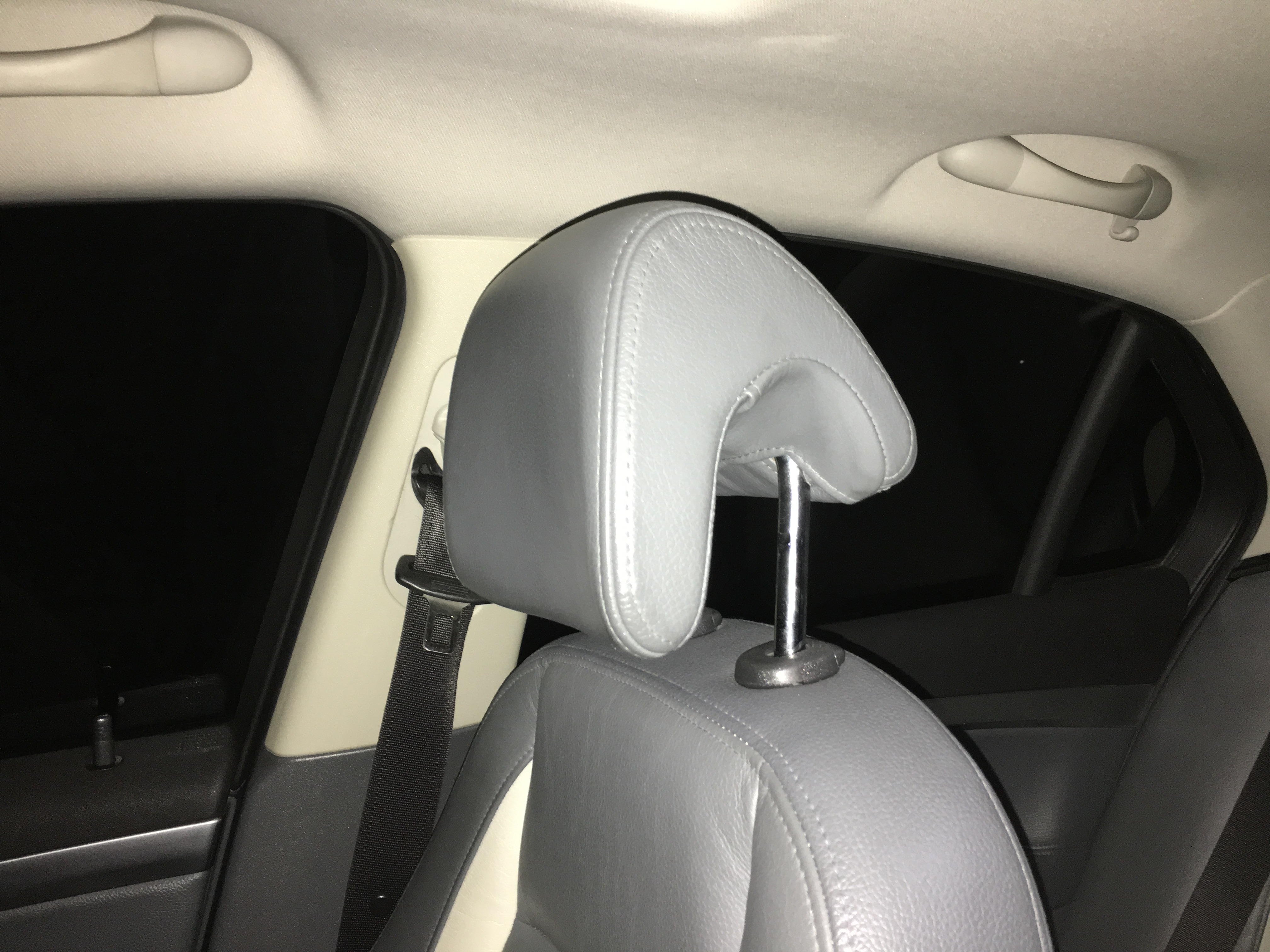
Saab Active Head Restraint

Active Head Restraint, w skrócie AHR – system aktywnych zagłówków. Zadanie systemu polega na tym, aby w razie uderzenia samochodu od tyłu zagłówki w bardzo krótkim czasie przemieściły się w kierunku głowy, co zmniejsza uszkodzenia kręgów szyjnych i kręgosłupa. System ten wprowadziła firma Saab w 1997 roku i nazwała ten system Saab Active Head Restraint, w skrócie SAHR. AHR jest wzorowany na tym systemie.